# Batumi Open 2013
Il Batumi Open 2013 è stato un torneo di tennis facente parte della categoria ITF Women's Circuit nell'ambito dell'ITF Women's Circuit 2013. Il torneo si è giocato a Batumi in Georgia dal 16 al 22 settembre 2013 su campi in cemento e aveva un montepremi di $25,000.

## Vincitrici

### Singolare
Aleksandra Panova ha battuto in finale  Kateryna Kozlova con il punteggio di 6–4, 0–6, 7–5

### Doppio
Valentina Ivachnenko /  Kateryna Kozlova hanno battuto in finale  Alëna Fomina /  Christina Shakovets con il punteggio di 6–0, 6–4